# Guillermo Snopek (padre)
Guillermo Snopek (San Miguel de Tucumán, 23 de julio de 1916-San Salvador de Jujuy, 20 de septiembre de 2007) fue un abogado, magistrado y político argentino que desempeñó como senador nacional por la provincia de Jujuy entre 1963 y 1966 y como vicegobernador de la misma provincia en 1966, siendo elegido por el neoperonista Partido Blanco de los Trabajadores.

## Biografía
Nació en San Miguel de Tucumán en 1916, radicándose a temprana edad con su familia en la provincia de Jujuy, donde fue educado. Se recibió de abogado en la Facultad de Derecho y Ciencias Sociales de la Universidad Nacional de Córdoba en 1940. Inicialmente militó en la Unión Cívica Radical, antes de adherir al peronismo.
Desarrolló su carrera en el poder judicial de Jujuy y en la justicia federal. Entre 1946 y 1949 integró el Superior Tribunal de Justicia de la provincia de Jujuy, siendo su presidente en 1947. Fue autor del Código de Procedimientos Civil provincial, que se plasmó en la ley en 1949. Además, fue autor de la Ley Orgánica del Poder Judicial y el Código Procesal del Trabajo de Jujuy, ejerciendo también la docencia.
En las elecciones al Senado de 1963, fue elegido senador nacional por Jujuy, con un mandato de tres años hasta 1966. Fue vicepresidente de la comisión de Asuntos Constitucionales, Administrativos y Municipales y tesorero de la comisión administradora de la Biblioteca del Congreso de la Nación.
En las elecciones provinciales de 1966, fue elegido vicegobernador de Jujuy, acompañando a José Humberto Martiarena en la lista del neoperonista Partido Blanco de los Trabajadores. Asumieron en febrero de 1966, con mandato hasta 1969, que no pudieron completar por el golpe de Estado de la autoproclamada Revolución Argentina.
Fue padre del también político Guillermo Eugenio Snopek (quien fuera gobernador de Jujuy), siendo su nieto Guillermo Snopek, senador nacional. Su hermano Carlos fue también senador nacional y gobernador de la misma provincia.
Falleció en septiembre de 2007. Una fundación y la escuela de Capacitación Judicial de Jujuy llevan su nombre.